# 内海郵便局 (広島県)
内海郵便局（うつみゆうびんきょく）は、広島県福山市にある郵便局。民営化前の分類では集配特定郵便局であった。

## 概要
住所：〒722-2699 広島県福山市内海町ロ2424-11
内海大橋によって本州（沼隈半島）と結ばれる、田島の西端近くに立地する。

## 沿革
- 1874年（明治7年）12月16日 - 田島（たしま）郵便取扱所として開設[1]。
- 1875年（明治8年）1月1日 - 田島郵便局（五等）となる。
- 1885年（明治18年）10月1日 - 貯金取扱を開始。
- 1891年（明治24年）2月21日 - 為替取扱を開始。
- 1956年（昭和31年）11月26日 - 横島郵便局から電報配達事務の取扱を移管[2]。
- 1957年（昭和32年）2月26日 - 内海郵便局に改称。
- 1975年（昭和50年）3月19日 - 内浦郵便局から和文電報配達業務を移管されるとともに、電話交換業務を沼隈電報電話局に移管。
- 1984年（昭和59年）9月19日 - 和文電報配達業務を沼隈電報電話局に移管。
- 2007年（平成19年）10月1日 - 民営化に伴い、併設された郵便事業福山東支店内海集配センターに一部業務を移管。
- 2012年（平成24年）10月1日 - 日本郵便株式会社発足に伴い、郵便事業福山東支店内海集配センターを内海郵便局に統合。

## 取扱内容
- 郵便、印紙、ゆうパック、内容証明
- 貯金、為替、振替、振込、国際送金、国債
- 生命保険、バイク自賠責保険
- ゆうちょ銀行ATM
- 福山市内の一部区域の集配業務

## 周辺
- 福山市役所 内海支所
- 内海ふれあいホール
- 坊地ノ瀬戸 - 田島と横島を隔てる海峡。新睦橋が渡っている。

## アクセス
- トモテツバス 番川原停留所下車
- 広島県道53号沼隈横田港線沿い
- 駐車場あり：4台